# Bleptina ferrilunalis
Bleptina ferrilunalis är en fjärilsart som beskrevs av Walker 1865. Bleptina ferrilunalis ingår i släktet Bleptina och familjen nattflyn. Inga underarter finns listade i Catalogue of Life.